# シャルルマーニュ級戦艦
シャルルマーニュ級戦艦 (仏: Classe Charlemagne) は、フランス海軍の前弩級戦艦で3隻が建造された。設計士官はティポジー。

## 概要
シャルルマーニュ級はフランス海軍では初めて主砲4門を連装砲塔に収め、艦の前後に振り分けた配置を導入した艦級である。従来のフランス戦艦では上部甲板の前後に単装の主砲塔を、船体の中央部に10インチクラスの単装副砲塔をそれぞれ装備する配置を続けていたが、技術の発展で外洋航行時の凌波性を確保しつつ1万トン台の船体に30.5cm4門を搭載することが可能となったため、初めて連装主砲塔を搭載できた。しかし、その代償に副砲塔は重量軽減のため単装ケースメイト配置式に改められた。

## 艦形

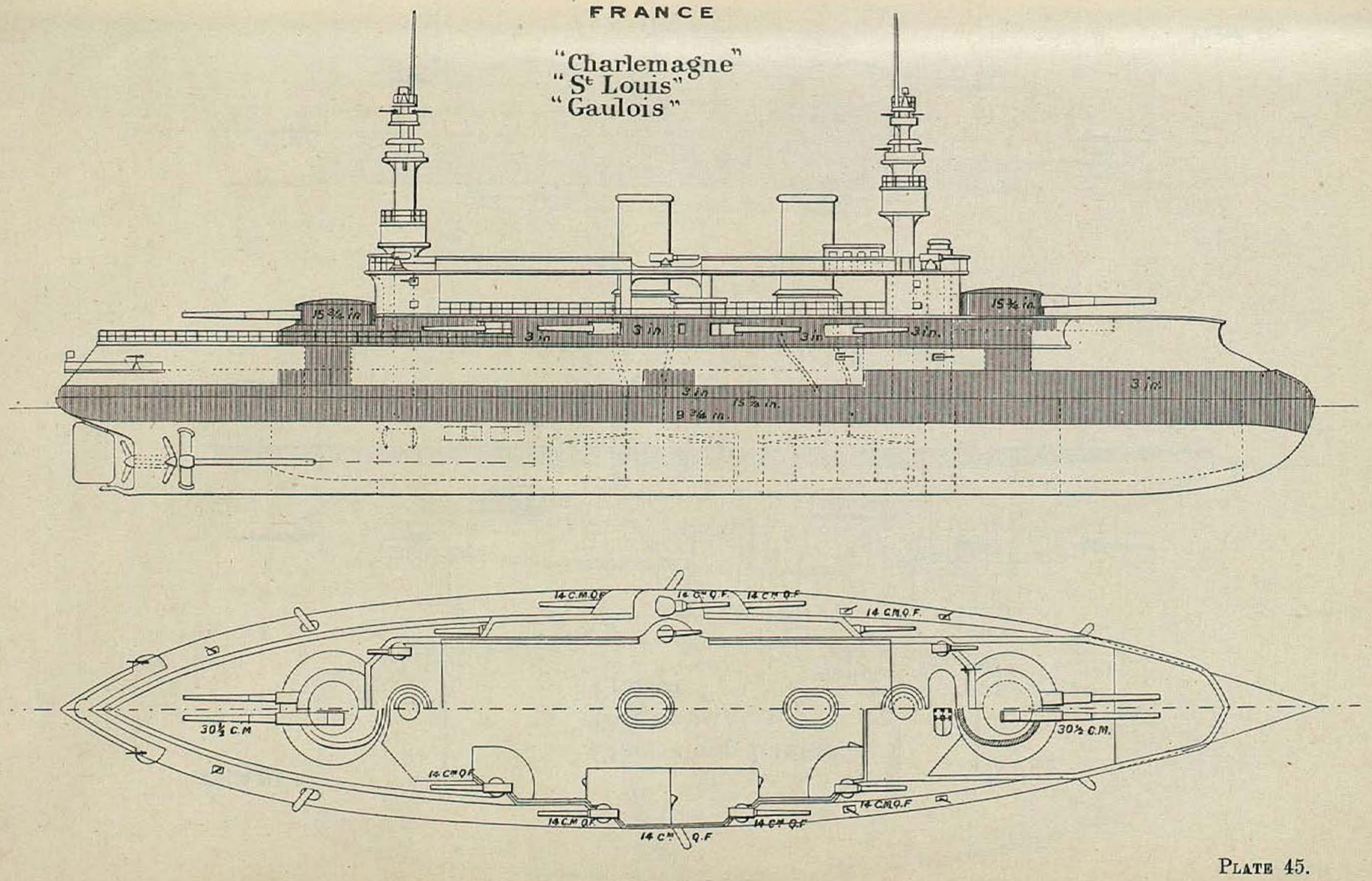
本級の武装・装甲配置を示した図。

船体形状は前級に引き続き平甲板型船体を採用しており、大西洋での作戦時での凌波性を良くするために乾舷を高く取られている。水面下には衝角（ラム）が付いていた艦首から艦首甲板上に主砲の「1893-1896年型 30.5cm（40口径）砲」を楕円筒形の連装砲塔に収めて1基が配置された。司令塔を組み込んだ操舵艦橋、前部ミリタリー・マスト、船体中央部の2本煙突は前よりに配置されており、煙突の周囲は艦載艇置き場となっており、船体中央部に片舷2基ずつのガントリークレーンにより運用された。副砲の13.9cm速射砲は単装砲架で船体中央部に等間隔に片舷4基、上甲板中央に1基で片舷5基ので計10基を搭載していた。後部甲板上に後部ミリタリー・マストが立ち、その後に2番主砲塔が後ろ向きに1基配置された。

### 主砲塔
主砲は新設計の「1893-1896年型 30.5cm（40口径）砲」である。その性能は重量349kgの主砲弾を仰角15度で12,000mまで届かせられる性能を持っているこの砲を楕円筒型の連装砲塔に収めた。砲塔の俯仰能力は仰角15度・俯角5度である。旋回角度は単体首尾線方向を0度として左右150度の旋回角度を持つ、主砲身の俯仰・砲塔の旋回・砲弾の揚弾・装填は主に電気で行われ、補助に人力を必要とした。発射速度は毎分1発であった。

### 備砲・その他兵装
副砲は「1893年型 13.9cm（45口径）速射砲」を採用し、この砲は重量31.5 kg～36.5 kgの砲弾を毎分4発を発射できた。俯仰角度は仰角25度・俯角10度で射界は150度である。これを単装砲架で10基装備した。他に、対水雷艇用に「1892年型 10cm（45口径）速射砲」を単装を単装砲架で8基装備し、「オチキス 4.7cm（43口径）単装機砲」を単装砲架で20基、45cm魚雷発射管を単装で水線部に2基を装備した。

### 機関
ボイラーは当時の最新型高性能機関であるフランス製のベルヴィール式石炭専焼缶にエコノマイザーを追加したものを20基。これに、直立型三段膨張式レシプロ機関3基3軸推進とし出力14,500hp、速力18ノットを発揮した。航続距離は石炭480トンで速力10ノットで4,800海里と、当時にして標準的な航続距離であった。

### 防御
装甲帯はこの時代の常として上下に狭く、代わりに船体長の大部分を防護する全体防御方式である。

## 戦歴
第一次世界大戦が勃発すると、既に弩級戦艦を配備していたフランス海軍は本級を第二線級の艦隊に配備し、主に後方支援任務に当てた。1915年3月18日にシャルルマーニュとゴーロアは、ブーヴェ、シュフランと共にギュープラッテ提督の指揮下ガリポリの戦いに参加した。ゴーロアは機雷敷設海域で陸上砲台からの砲撃で損傷したが、戦闘自体には生き残った。

## 同型艦
- シャルルマーニュ Charlemagne
- サン・ルイ St Louis
- ゴーロワ Gaulois

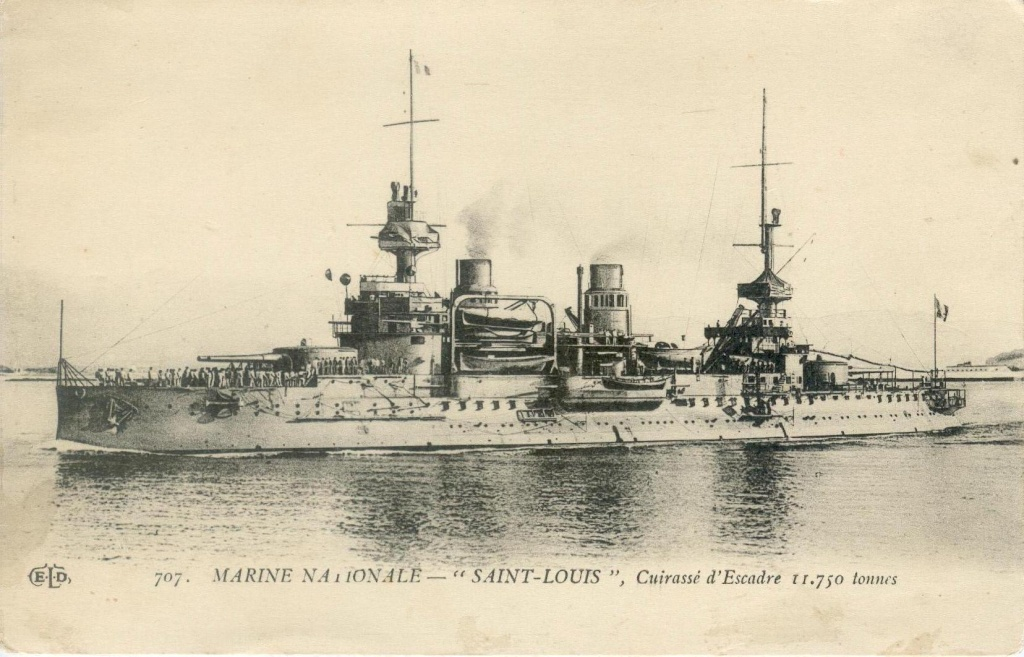
第一次大戦時の「サン･ルイ」
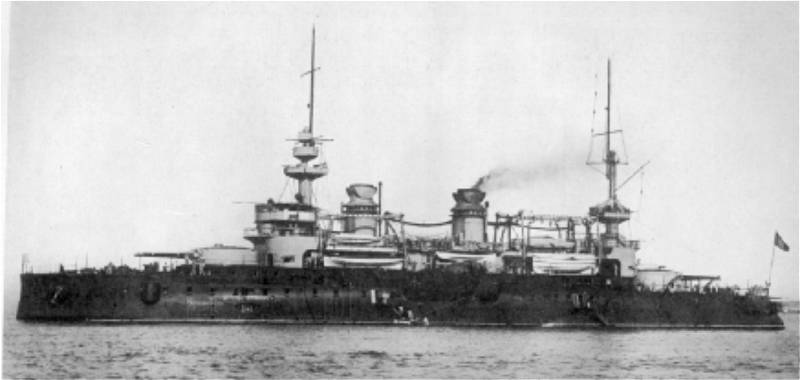
竣工当時の「ゴーロワ」

## 参考図書
- 「世界の艦船増刊第38集　フランス戦艦史」（海人社)
- 「Conway All The World's Fightingships 1860-1905」（Conway）